# Velur
Velur är en ort i Indien.   Den ligger i distriktet Namakkal och delstaten Tamil Nadu, i den södra delen av landet, 2 000 km söder om huvudstaden New Delhi. Velur ligger 136 meter över havet och antalet invånare är 18 951.
Terrängen runt Velur är platt. Runt Velur är det tätbefolkat, med 511 invånare per kvadratkilometer. Närmaste större samhälle är Karur, 18,8 km sydost om Velur. Omgivningarna runt Velur är en mosaik av jordbruksmark och naturlig växtlighet.